# Europa de Est
     Europa de Nord
     Europa de Vest

     Europa de Est
     Europa de Sud

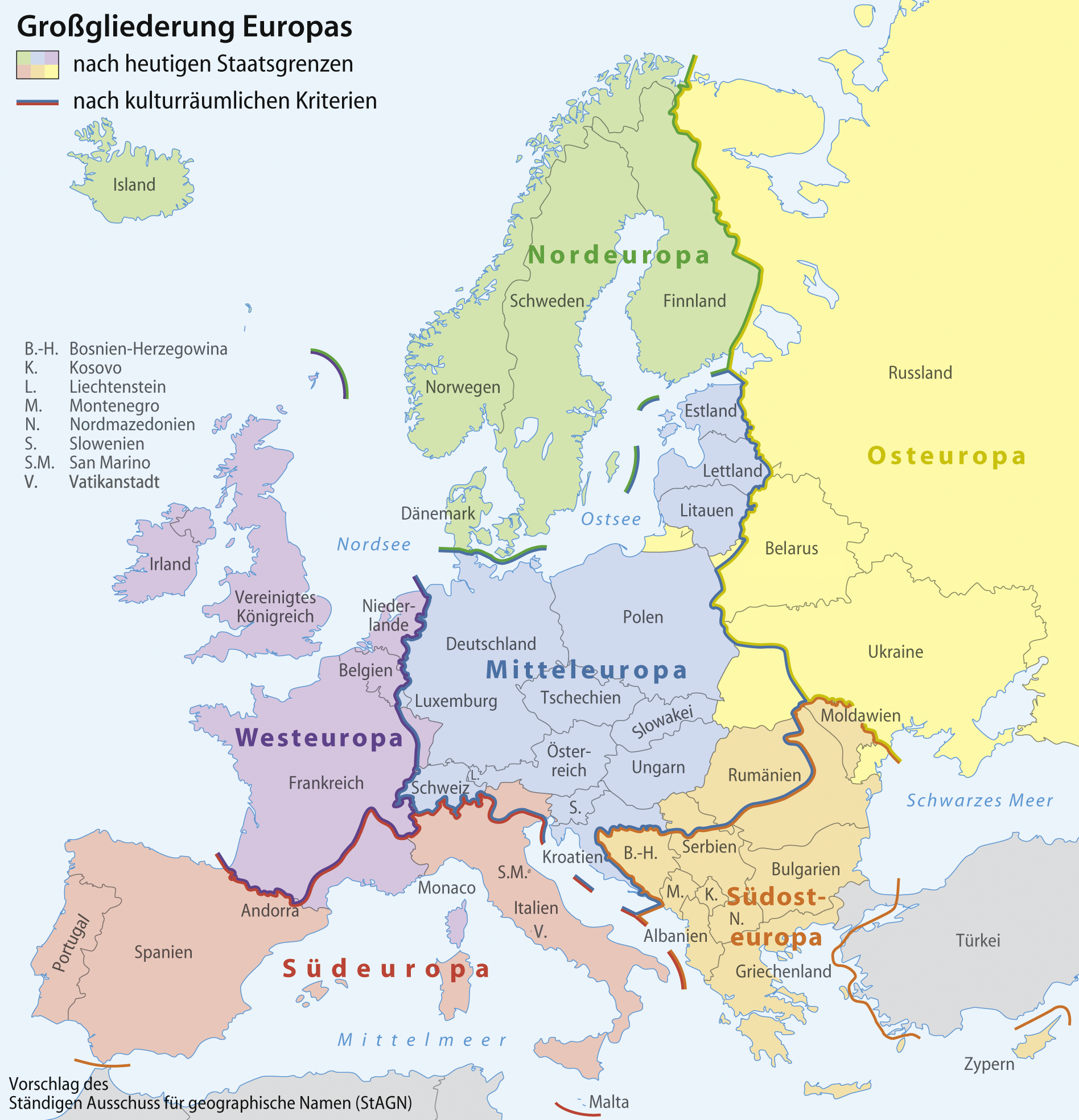
Împărțirea Europei pe criterii culturale

Regiunile folosite pentru procesare informatică de către United Nations Statistics Division (Europa de Est cu roșu):
Europa de Nord
Europa de Vest
Europa de Est
Europa de Sud

Situată la est de o linie imaginară ce ar uni Marea Baltică cu Marea Neagră, Europa de Est (Europa răsăriteană de asemenea) reprezintă cea mai întinsă subdiviziune a continentului. Limita de est a Europei este trasată de Munții Ural, dar această limită se referă la continentul nostru ca unitate naturală, fizico-geografică deoarece din punct de vedere politic Rusia (oficial Federația Rusă) continuă mult la est în Asia până la Oceanul Pacific.

## Istorie
Originile termenului "Europa de Est" sunt destul de recente. Pentru foarte mulți ani, Europa a fost împărțită după metoda nord-sud, statele sud, mediteraneene, având multe în comun, o altă regiune cu caracteristici comune fiind constituită din zonele nord-atlantică și baltică. În timpul Renașterii, opoziția conceptuală fundamentală era între nord și sud. Gânditorul care a deschis calea filosofilor iluminiști spre ideea de Europa de Est a fost Voltaire, cel care și-a elaborat propria perspectivă asupra continentului privind de la vest la est, și nu de la sud spre nord. Europa de Vest a fost cea care a "inventat" Europa de Est ca pe jumătatea ei complementară în secolul XVIII, în Epoca Iluminismului. 

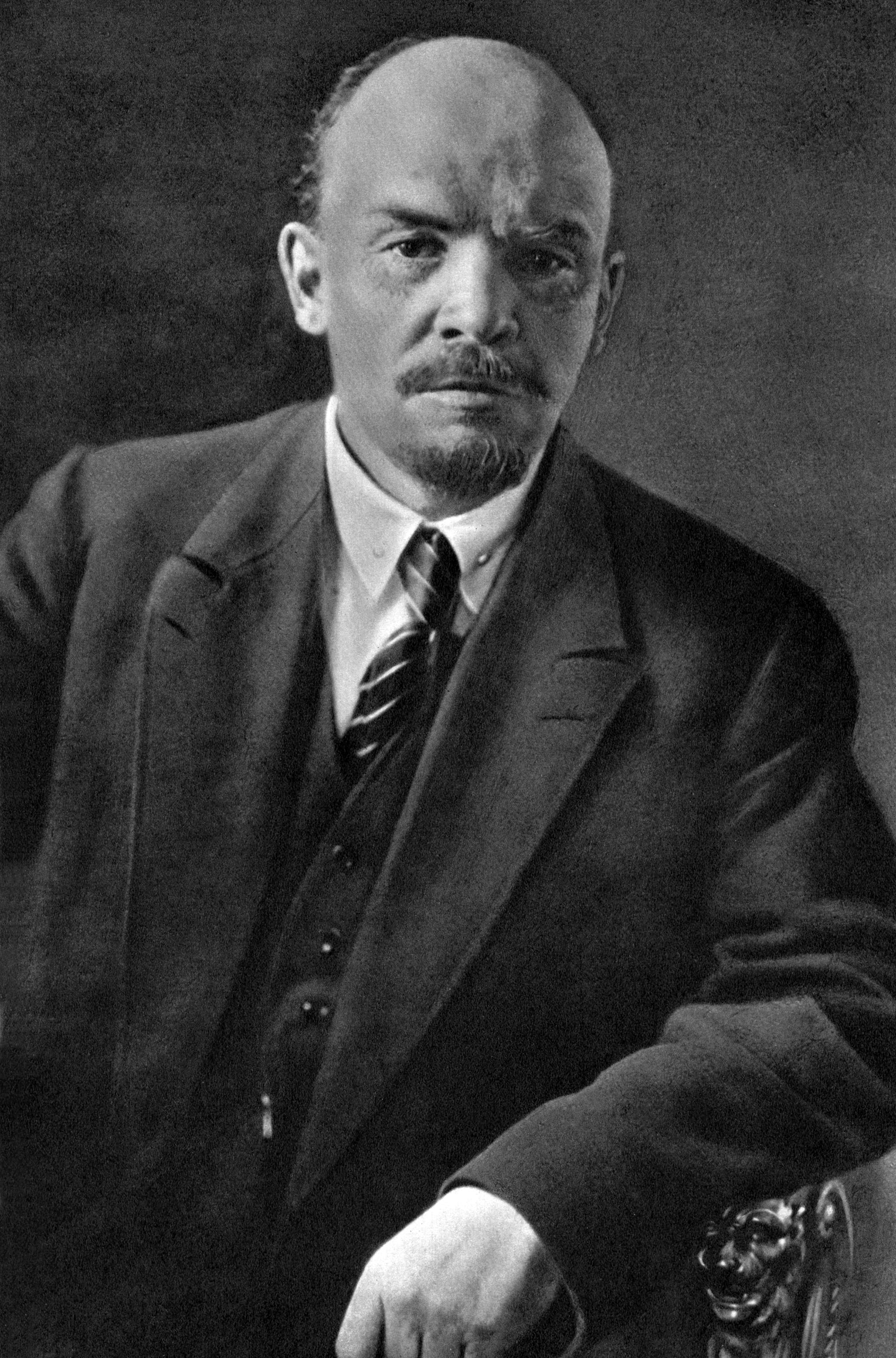
Lenin a fost un revoluționar rus care a condus partidul bolșevic.

Călătorii au fost un element esențial în acest proces de reorientare. Țările Europei de Est erau relativ puțin cunoscute în secolul XVIII, astfel încât fiecare autor aducea cu sine o imagine vagă, peste care avea să se suprapună o hartă mentală, o cartografiere adesea fantasmagorică deoarece aducea cu sine un bagaj mental diferit de realitățile pe care le întâlnea aici. Multe țări din Europa de Est au legături strânse atât cu Vestul cât și cu Răsăritul. Multe țări au fost influențate, în mai mare sau mai mică măsură, de creștinismul romano-catolic sau protestant și au avut multe legături istorice sau culturale cu Germania, Italia, Franța sau Scandinavia, (de exemplu: vikingii în Rusia, Liga Hanseatică în țările baltice). Multe țări au avut legături cu Estul îndepărtat. Rusia a fost sub controlul mongolilor pentru două secole și a moștenit unele convenții sociale și politice de la acești cotropitori. Mai la sud, Imperiul Otoman și islamul au avut o foarte puternică influență. Țările Balcanice, chiar și Ungaria și România, au fost controlate de turci.
Termenul a fost folosit în zilele noastre în țările occidentale pentru a denumi generic țările continentului care s-au aflat sub regimuri comuniste, așa numitul "Blocul Estic". Conceptul de Europă de Est a fost întărit de dominația comunismului și în special a Uniunii Sovietice în zonă, după cel de-al Doilea Război Mondial. Ideea unei "cortine de fier", care ar fi separat estul de vestul continentului, a fost dominantă pe tot parcursul Războiului rece. Această împărțire simplistă poate cauza probleme de înțelegere a complexității realităților din zonă. Spre exemplu, țările comuniste precum Republica Socialistă Federală Iugoslavia și Albania au refuzat să fie controlate de Kremlin, (dar aceasta nu poate fi asemănat cu anticomunismul din Vest, cel puțin atâta vreme cât Albania era o țară condusă de un guvern stalinist).
În același context, conceptul geopolitic eurasiatic al Federației Ruse, denumit Uniunea Euroasiatică, anterior avangardist , prezintă astăzi o largă atractivitate pentru interesele economice și defensive ale statelor din regiune, interese care nu au putut fi exercitate în cadrul uniunilor politice pre-existente.
În plus, o imagine a unei Europe împărțită strict între vest și est este considerată ofensatoare de popoarele țărilor numite "estice", în special după căderea comunismului în toată Europa și a Zidului Berlinului. Europenii din fostele țări comuniste nu se consideră ca fiind "est europeni", preferând să se autodefinească prin asociere cu alte grupuri: Europa Centrală, Europa de Nord, Europa de Sud. Popoarele din zonă pot considera ofensator să fie incluse într-o zonă diferită de a celor din vestul geografic, în ciuda localizării în estul continentului și a apartenenței istorice la ortodoxia răsăriteană (ca în cazul Greciei), sau la fostul Imperiu Rus (ca în cazul Finlandei).

## Specificul geografic

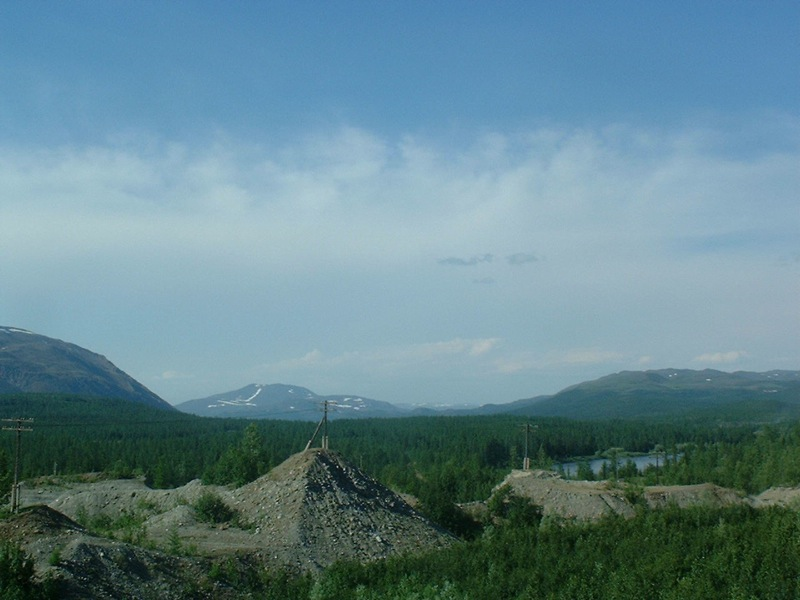
Munții Ural

Relieful: are altitudini reduse (sub 400 m.), este relativ orizontal, estompat și caracteristica principală este aceea a unei câmpii întinse și netede. Relieful de câmpie este doar aparent, deoarece, analizând structura lui geologică se observă că în realitate este un podiș străvechi, erodat. Placa pe care este așezată această parte a continentului are o grosime mare, este foarte rigidă și aproape imobilă aflându-se pe cel mai vechi nucleu continental

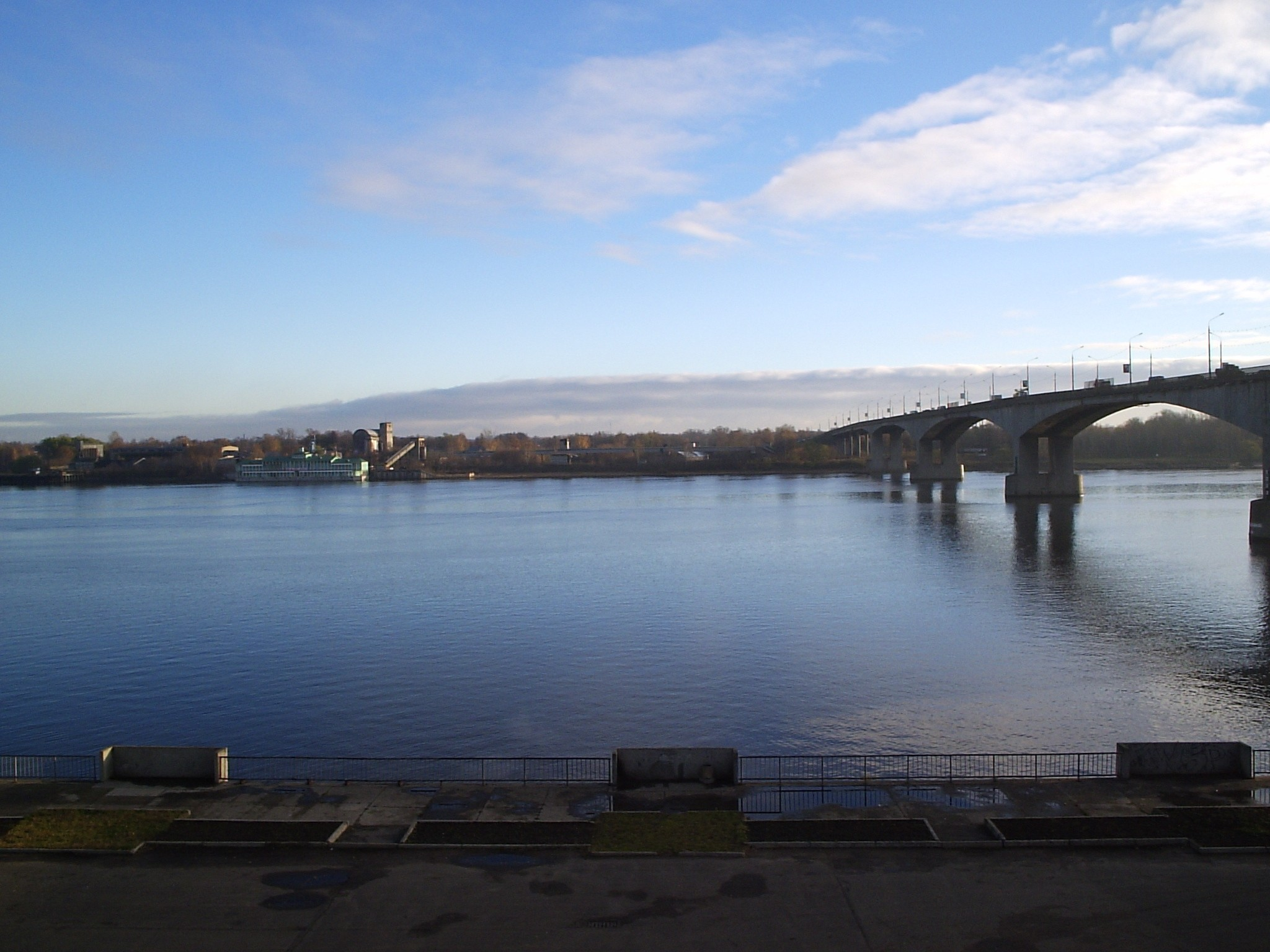
Fluviul Volga

Clima: Europa de Est are, în cea mai mare parte, un climat temperat continental, care devine excesiv spre est și se transformă într-un climat rece spre Oceanul Arctic.
Vegetația și solurile: Întinderea și omogenitatea uscatului (continentului) favorizează crearea unor fâșii paralele de vegetație și soluri. În Rusia se află cea mai întinsă pădure din lume, Taigaua Siberiană.
Rețeaua hidrografică: este formată din râuri care au lungimi corespunzătoare cu întinderea acestei zone. Cele mai mari râuri sunt Volga (cel mai mare fluviu din Europa), Lena, Enisei, Obi.
Resursele naturale: care se întâlnesc în subsolul Europei Estice sunt diversificate și abundente cantitativ (petrol, gaze naturale, minereuri feroase și neferoase, cărbuni superiori și energetici, sare, uraniu, mangan, etc.). Aceste resurse sunt mult mai bogate și mai diversificate decât în restul Europei ceea ce permite utilizarea lor de către țări interesate într-un regim de cooperare reală.

## Turismul și transporturile
Principalele atracții turistice sunt orașele feudale (Kiev, Lvov, Odessa, Sankt Petersburg) și stațiunile balneo-climaterice din Crimeea.

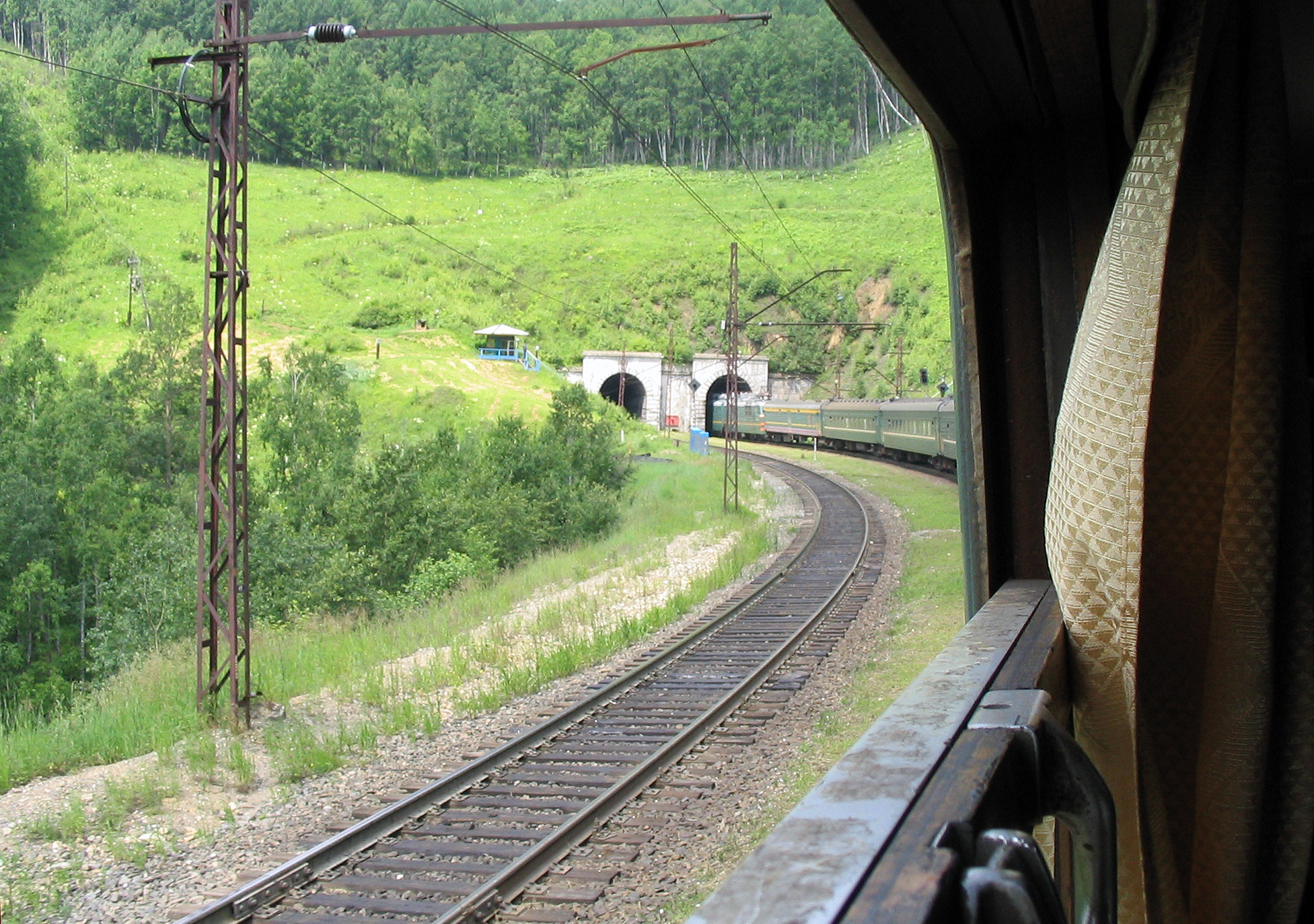
Magistrala feroviară Transiberianul

Transporturile sunt dezvoltate și diversificate mai bine dezvoltate fiind transporturile rutiere, feroviare și maritime. În Rusia există cel mai lung traseu feroviar din lume denumit "Transiberianul", între Moscova și Vladivostok.

## Țările Europei de Est
| Suprafață (km²) | Numele regiunii și al țării cu drapel | Populație (est. din 1 iulie 2002) | Densitatea populației (pe km²) | Capitală |
| --------------- | ------------------------------------- | --------------------------------- | ------------------------------ | -------- |
| 207.600         | Belarus                               | 10.335.382                        | 49,8                           | Minsk    |
| 3.960.000       | Rusia                                 | 106.037.143                       | 26,8                           | Moscova  |
| 603.700         | Ucraina                               | 48.396.470                        | 80,2                           | Kiev     |
|                 | Armenia                               |                                   |                                |          |
|                 | Georgia                               |                                   |                                |          |
|                 | Azerbaijan                            |                                   |                                |          |